# La Gazette
La Gazette (francoska izgovorjava: [la ɡazɛt]), izvirno Gazette de France) je bila prva tedenska revija v Franciji, ki jo je ustanovil Théophraste Renaudot; prva številka je izšla 30. maja 1631. Kmalu je postala glasilo rojalističnega gibanja legitimistov. La Gazette je prenehala izhajati leta 1915.